# Maki F1
Maki Engineering Racing Team var ett japanskt formel 1-stall som tävlade under ett par säsonger i mitten av 1970-talet. Stallet försökte kvalificera sig med en bil till åtta formel 1-lopp men misslyckades samtliga gånger. Efter kvalificeringsmissen i Japan 1976 lades stallet ned.

## F1-säsonger
| Säsong | Tävlingsnamn     | Bil        | Motor                    | Däck        | Poäng | VM-plac. | Förare                       |
| ------ | ---------------- | ---------- | ------------------------ | ----------- | ----- | -------- | ---------------------------- |
| 1974   | Maki Engineering | Maki F101B | Ford Cosworth DFV 3.0 V8 | F           | 0     | 13:e     | Howden Ganley                |
| 1975   | Maki Engineering | Maki F101C | Ford Cosworth DFV 3.0 V8 | G           | 0     | 14:e     | Hiroshi Fushida Tony Trimmer |
| 1976   | Maki Engineering | Maki F102  | Ford Cosworth DFV 3.0 V8 | Bridgestone | 0     | 14:e     | Tony Trimmer                 |